# 2002 CP154
2002 CP154 est un transneptunien, objet épars. Il pourrait mesurer entre 221 km et 302 km de diamètre.